# Dirce Funari
Dirce Funari (Roma, 24 de julio de 1957) es una actriz italiana.

## Trayectoria
Funari empezó su primer papel en la película de comedia Il ginecologo della mutua, dirigida en 1977 por Joe D'Amato. Después de haber aparecido en varias películas de este, se la vio incluso en actuaciones de películas eróticas. Más tarde se la ve en pantalla trabajando en papeles de películas pornográficas del mismo D'Amato. Su última aparición fue en 1983, en la película Le déchaînement pervers de Manuela, en la cual no fue acreditada.

## Filmografía
- Inhibition, de Paolo Poeti (1976)
- Il ginecologo della mutua, dei Joe D'Amato (1977)
- Suor Emanuelle, de Giuseppe Vari (1977)
- Emanuelle e gli ultimi cannibali, de Joe D'Amato (1977)
- Blue movie, de Alberto Cavallone (1978)
- Le evase - Storie di sesso e di violenze, de Conrad Brueghel y (Giovanni Brusadori) (1978)
- Scontri stellari oltre la terza dimensione, de Lewis Coates (1978)
- Quello strano desiderio, de Enzo Milioni (1979)
- Un'ombra nell'ombra, de Pier Carpi (1979)
- Midnight Blue, de Raimondo Del Balzo (1979)
- Hard Sensation, de Joe D'Amato (1980)
- Porno Esotic Love, de Joe D'Amato (1980)
- Le notti erotiche dei morti viventi, de Joe D'Amato (1980)
- Porno Holocaust, de Joe D'Amato (1981)
- Delitto carnale, de Cesare Canevari (1983)
- Le déchaînement pervers de Manuela (1983) (no acreditada)

## Fotografía
- 1977 : Playmen (Italia) : octubre de 1977, Dirce, la Playgirl de octubre por Franco Marocco (Dirce Funari en página central)
- 1977 : Playmen (Italia) : noviembre de 1977
- 1978 : Playboy (Italia) : agosto de 1978, La maga Dirce por Roberto Rocchi (Dirce Funari junto a Grace Jones en la cobertura)
- 1978 : Playboy (Italia) : Calendario de 1979
- 1980 : L'Espresso (Italia)
- 1980 : Playboy (Italia) : Calendario de 1981